# Hoplitis pallicornis
Hoplitis pallicornis là một loài Hymenoptera trong họ Megachilidae. Loài này được Friese mô tả khoa học năm 1895.